# Еторе Зотзас
Еторе Зотзас младши (на италиански: Ettore Sottsass junior) е италиански архитект, дизайнер, фотограф, интелектуалец и художник.
Известен в международен план като един от привържениците на обновяването на дизайна и архитектурата, неговата работа се фокусира върху намирането на по-сетивни начини за определяне на формата и пространствата на домашния живот чрез използването на цветове и необичайни материали.

## Биография
Зотзас е роден на 14 септември 1917 в град Инсбрук, Австрия. Той е син на трентино-тиролския архитект Еторе Зотзас старши и на австрийката Антония Пайнтнер. Учи в природонаучната гимназия „Галилео Ферарис“ в град Торино. След дипломирането си следва архитектура в Политехническия университет в града, която завършва през 1939 г. През 1938 г. проектира Модната палата (днешна Torino Esposizioni). Впоследствие е призован като войник в Черна гора; остава интерниран за 6 – 7 години в затворнически лагер.
Обратно в Италия Зотзас започва своята дейност в Милано през 1947 г., където си сътрудничи с баща си. Първоначално се вдъхновява от Баухаус и принципите на рационализма.
Впоследствие отваря първото си дизайнерско студио. В този първи период той сътрудничи на Джузепе Пагано. През 1948 г. се присъединява към групата „Движение за конкретно изкуство“ (MAC) и участва в първата колективна изложба в Милано. През същата година популяризира изложба в Рим, посветена на абстрактното изкуство в Италия. През 1949 г. се жени за италианската преводачка и писателка Фернанда Пивано.
През 1957 г. Зотзас е извикан от предприемача Седжо Камили за арт директор на Poltronova – компания от град Аляна.
През 1958 г. Адриано Оливети избира Зотзас за дизайнер на новия Отдел по електроника на известното дружество „Оливети“, който е под ръководството на Роберто Оливети и на приятеля на Зотзас инж. Марио Джу. Така започва сътрудничеството му в сферата на компютърния дизайн с Оливети заедно с Марчело Ницоли, чието място заема след пенсионирането му. Тази негова дейност продължава повече от 20 години и води до утвърждаването на нов стил за офис продуктите на дружеството, базирано в северноиталианския град Ивреа. Зотзас, заедно с неговите сътрудници или съдружници, проектира повече от 50 различни продукта на Оливети, сред които: компютри, системи и терминали (Elea 9000, Elea 4001, P603, Audit 5 и 7, P6060, DE 700, TC 480, TC 1300, WS 580, BCS 2000, S6000, M20, M24, M30, M40, M19, M28 и др.); пишещи машини и системи за писане (Tekne 3 и 4, Praxis 48, Editor, Editor 3, 4 и 5, Lettera DL, Dora, Studio 45, Linea 88, Valentine, Lettera 36, Editor S14 e S24, TES 501, ETS 2010 и др.); изчислителни машини (Elettrosumma 23, Logos 27.2, Summa 19), телетайп (Te 300, Te 400 и Te 500); офис мебели (Synthesis Serie 45, Serie 82, Serie Icarus, Serie Delphos и др.). Най-важните от тях са калкулаторите Elea 9003, Summa-19, Divisumma 26 и Logos 27 (1963), пишещите машини Praxis 48 (1964) и Valentine (с Пери Кинг) и системата офис мебели Synthesis (1973). Най-важният негов проект е мейнфрейм компютърът Elea 9003 (1959), благодарение на който печели престижната италианска награда за дизайн „Златен пергел“ (Compasso d'Oro) през 1959 г.
В навечерието на годините на протест Зотзас предлага дизайна като инструмент за социална критика, отваряйки вратите към големия сезон на Радикалите (1966 – 1972).
През 1967 г. той основава заедно със съпругата си Фернанда Пивано и с американския поет Алън Гинсбърг списанието за изкуства Pianeta fresco.
През 1972 г. излага свои творби на изложбата Italy: the new domestic landscape в MoMA в Ню Йорк, чийто куратор е аржентинският дизайнер и архитект Емилио Амбаш. Междувременно прави серия конференции в Англия и през 1976 г. получава почетна степен от Кралския колеж по изкуствата в Лондон.
През 1979 г. участва с групата Alchimi в Дизайнерския форум в Линц, представяйки Стол за хранене, подовата лампа Svincolo и масичката за кафе Le struct tremano.
През 1980 г. заедно с Алдо Чибич, Матео Тун, Марко Дзанини и Марко Марабели основава студиото Ettore Sottsass Associati.
През 1981 г. основава Група „Мемфис“ (Gruppo Memphis) заедно с Ханс Холайн, Арата Исодзаки, Андреа Бранци, Микеле де Луки и други международни архитекти. Мемфис е в резултат на изследванията, стартирани от Зотзас поне 20 години по-рано: неговите проекти – не само експериментални прототипи, но и завършени модели, които трябва да бъдат предложени на производствения свят, са изпълнени винаги със символни и емоционални значения и се превръщат в икона на модерността. Групата се разпада през 1988 г.
Творец с многостранни интереси, дете на изкуството, Зотзас „замърсява“ академичното си образование на архитект с преки преживявания в областта на изобразителните изкуства, като се среща с различни художници и създава приятелства с тях, като това напр. с Луиджи Спацапан. През годините на своята значима кариера той се ползва от ценното сътрудничество на приятели професионалисти, които често стават международно известни имена в света на дизайна и архитектурата, като Джеймс Ървайн.
През 1985 г. създава Жилищната сграда на бул. Рома в Марина ди Маса (подселище на град Маса) – проект, който се откроява с качеството на въведените архитектурни решения.
През 1988 г. се ражда Terrazzo – списание, което Зотзас замисля и осъществява заедно с втората си съпруга Барбара Радиче, Кристоф Радъл, Анна Вагнер и Санти Калека. То се занимава с дизайн и архитектура до 1996 г., когато излиза последният му 13-и брой.
В края на 90-те години той си сътрудничи отново с Оливети и неговото студио изпълнява проект за обновяване на историческата сграда на Центъра за изследвания и опит (Centro Studi e Esperienze) в Ивреа, където са родени много от продуктите на Оливети.
На твореца се посветени многобройни лични изложби: големите изложби в Cooper Hewitt в Ню Йорк (1976) и в International Design Zentrum в Берлин (1976), в Център „Жорж Помпиду“ в Париж (1994 и 2003), в Design Gallery в Милано (1988, 1993 и 1995 г.), в Центъра за съвременно изкуство „Луиджи Печи“ в Прато (1999), в Музей Suntory в Асака (2000), в Музея на декоративното изкуство в Кьолн (2004) и в MART в Роверето (2005), в Триест (2007), на Триеналето на Венеция 2017). Неговите творби се съхраняват в колекциите на престижни музейни институции като Център „Жорж Помпиду“ и Музей на декоративните изкуства в Париж, Музей „Виктория и Албърт“ в Лондон, Музей „Стеделик“ в Амстердам, Музей за модерно изкуство и Художествен музей „Метрополитън“ в Ню Йорк, Музей на изкуствата в Монреал, Израелски музей в Йерусалим и Национален музей в Стокхолм.
През 2003 г. Зотзас си сътрудничи с Pedretti Graniti – компания от Трентино, която е единствен екстрактор на тоналит на Адамело. С нея той проектира чешма от тази скала, впоследствие изложена в различни музеи по света.
От 2005 до 2007 г. (годината на смъртта му) той се посвещава на критика.
Днес Центърът за комуникационни изследвания и архиви (CSAC) в Парма притежава колекция, посветена на твореца, съставена от 13 858 дизайнерски материала (9918 скици и рисунки, 3940 изпълнителни чертежи, от които 2917 прозрачни фолиа и 1023 хелиографски копия), 5 кутии с изпълнителни чертежи, 24 скулптури. Този фонд е публичен и свободно достъпен. Първата група творби, съставляващи фонда Ettore Sottsass Jr, е дарена на колекциите на CSAC с публичен акт през 1979 г., второ дарение е получено в архива през 2005 г. и все още се определя и днес.
Зотзас умира на 90-годишна възраст на 31 декември 2007 г. в дома си в Милано от сърдечна недостатъчност вследствие на грип.

## Контрадизайн
| „                                                        | Контрадизайнът е начин да осъзнаем, че работещият механизъм не е идеалният. | “ |
| Еторе Зотзас, 'ъMolto difficile da dire'ъ, Adelphi, 2019 |                                                                             |   |

В Италия Зотзас е творецът, който преди всички други успява да изрази чрез създаването на дизайнерски предмети най-бързо развиващи се идеи на Контрадизайна, т. нар. „Радикален дизайн“. Това е социална критика, изразена чрез предмети, характеризиращи се с усилено експериментиране с материали, техники и форми, в пряка опозиция на рационалистичния стил и общия вкус на времето.
Движението се ражда през втората половина на 1960-те години и продължава в оригиналните си конотации до началото на 1970-те години. Впоследствие то се развива чрез различни разклонения, извършени от дизайнери и архитекти като тези от групата Мемфис.
Причините, поради които Зотзас се присъединява към движението, се дължат преди всичко на естеството на характера му. Втората му съпруга Барбара Радиче, за която се жени през 1976 г., го описва като недоволен, самотен и нещастен човек, враг на всяка форма на институция и за когото парите нямат никаква стойност. Основният компонент на характера му несъмнено е провокативният, който непрекъснато го води до проблеми, породени от самия него.
Зотзас е силно чувствителен към социалните промени, настъпили през тези години в Италия и в останалия свят, и реагира на тях чрез създаването на рисунки и артефакти, характеризиращи се със силна ирония и социална критика. В този период той все още е женен за първата си съпруга.

### Влиянието на пътуванията
Продуктовата му концепция е до голяма степен повлияна от пътуванията му през 1950-те и 1960-те години, в които, както и при всичките си пътувания, Зотзас не участва само като турист, а с намерението да изживее нови места и култури и да търси нова форма на език.
Едно от първите му пътувания, които го бележат дълбоко, е престоят му в Ню Йорк през 1956 г. Той продължава няколко месеца, през които Зотзас работи в офиса на Джордж Нелсън – известен модернистичен дизайнер и архитект. В Ню Йорк той опознава американското общество и неговите потребителски навици. От масовия продукт той разбира и оценява тоталната твърдост и простота, докато отказва да схване чертежа като чисто практически феномен с цел производство: неговите артефакти целят да ограничат самотата.
| „                                                                              | Т. нар. „Движение на контрадизайна“ подкрепя идеята, че дизайнът не завършва с обекта, пуснат в производство от индустрията, а започва, когато навлезе в нашите домове, улици, градове, небеса, тела, души. Дизайнът започва, когато се превърне във визуално, физическо, сетивно представяне на екзистенциалната метафора, върху която основаваме живота си. | “ |
| Еторе Зотзас, Design since 1945 del 1983 (във Художествен музей на Филаделфия) | |   |

Второто значимо негово пътуване в обучението му е това в Индия през 1961 г. заедно с първата му съпруга Фернанда Пивано. Зотзас открива индийската култура като базирана силно на усещания, цветове, телесност; Индия комуникира с език, който надхвърля речта. Това му преживяване повлиява радикално на следващите му творби и поема формата на добре дефинирана идеология и на идеята за обекта като за упражнение в архитектурата и езика, което се отдалечава от естетическите тенденции на времето, разклаща основите им и ги поставя под въпрос. Стойността, която се приписва на обзавеждането, е основополагаща – вече не като обикновен и студен предмет, разглеждан в абстрактен смисъл, а като елемент, изпълнен с емоции, способен не само да задоволи нужда, но и да предаде усещания.
| „                                                                  | Опитах се да нарисувам предмети, вещи, мебели и да ги построя. Направих ги големи и тежки, с цокли и основи, за да ги премахна от кича на буржоазното и дребнобуржоазното обзавеждане. Не са почти никъде и във всеки случай не обвързват, дори не могат да генерират координати. Те просто стоят сами, като паметниците на площадите и дори не могат да създадат стил. Те също са украсени, тъй като така успявам да комуникирам различни културни състояния (в антропологичен смисъл) според случаите и според реалните функционални нужди. | “ |
| Еторе Зотзас, Hello Design, Claudio Vagnoni, Gangemi Editore, 2012 | |   |

## Творби

### Индустриален дизайн
- Електронен калкулатор Elea 9003 за Оливети (1957) (Награда Compasso d'oro за 1959 г.)
- Пишеща машина Tekne 3 за Оливети (1964)
- Пишеща машина Praxis 48 за Оливети (1964)
- Персонален компютър M 24 за Оливети (1964)
- Armadi Superbox на Poltronova (1966)
- Полустандартна пишеща машина Olivetti Studio 45 (1967)
- Преносима пишеща машина Valentine на Оливети (1969)
- Суматор Summa 19 за Оливети (1970) (Награда Compasso d'oro за 1970 г.)
- Огледало Ultrafragola за Poltronova (1970)
- Пишеща машина Lettera 36 за Оливети (1970)
- Сиви мебели (Mobili Grigi) за Poltronova (1970)
- Комплект за олио и оцет Oliera 5070 за Alessi (1972)
- Contabile A 5 за Оливети (1974)
- Куфар, лампа за Stilnovo (1977)
- Телевизор Memphis за Brionvega (1980)
- Ъглов елемент Cantone за Zanotta (1981)
- Стенна блбиотечка Suvretta за Memphis (1981)
- Настолна лампа Ashoka за Memphis (1981)
- Холна мебел Casablanca за Memphis (1981)
- Разделителна мебел Carlton за Memphis (1981)
- Настолна лампа Tahiti за Memphis (1981)
- Холна мебел Beverly за Memphis (1981)
- Маса Mandarin за Memphis (1981)
- Библиотечка Casablanca за Memphis (1981)
- Ваза за цветя Mizar за Memphis (1982)
- Ваза за цветя Altair за Memphis (1982)
- Холна мебел Malabar за Memphis (1982)
- Стъклен бокал Deneb за Memphis (1982)
- Portafrutta in argento Murmansk за Memphis (1982)
- Ваза за цветя Sirio за Memphis (1982)
- Фруктиера от издувно стъкло Sol за Memphis (1982)
- Маса Palm Spring за Memphis (1982)
- Холна маса Park Lane за Memphis (1983)
- Порцеланова ваза Tigris за Memphis (1983)
- Настолна лампа Bay за Memphis (1983)
- Маса City за Memphis (1983)
- Ваза от издувно стъкло Alioth за Mepmhis (1983)
- Фруктиера от издувно стъкло Aldebaran за Memphis (1983)
- Порцеланова ваза Euphrates за Memphis (1983)
- Порцеланова ваза Nilo за Memphis (1983)
- Ваза от издувно стъкло Alcor за Memphis (1983)
- Central Park Square Table 3471 за Knoll (1983)
- Масичка Cream за Memphis (1984)
- Огледало с пластмасов ламинат Diva за Memphis (1984)
- Ниска маса Holebid за Memphis (1984)
- Масичка Hyatt за Memphis (1984)
- Масичка Mimosa за Memphis (1984)
- Масичка Ivory за Memphis (1985)
- Дървен скрин Freemont за Memphis (1985)
- Конзола Tartar за Memphis (1985)
- Керамична чиния Rucola за Memphis (1985)
- Телефон Enorme за Brondi (1986)
- Bridge Chair with Arms за Knoll (1986)
- Настолна ваза Pasifila за Memphis (1986)
- Ваза Agelada за Memphis (1986)
- Настолна ваза Amaltea за Memphis (1986)
- Настолна ваза Ananke за Memphis (1986)
- Настолна ваза Astidamia за Memphis (1986)
- Настолна ваза Astimelusa за Memphis (1986)
- Настолна ваза Atamante аз Memphis (1986)
- Ваза Clesiteria за Memphis (1986)
- Настолна ваза Erinna за Memphis (1986)
- Количка Manhattan за Memphis (1986)
- Настолна ваза Neobule за Memphis (1986)
- Прибори (1987)
- Дървена мебел Max за Memphis (1987)
- Галерия Apollodoro, изложбен часовник, седмо събитие L'ora degli Architetti, с Майкъл Грейвс, Ханс Холайн, Арата Исодзаки, Паоло Портогези, чертежи на Паоло Салвати, Рим (1987)
- Колекция Bharata за Design Gallery Милано (1988)
- Автобусна спирка на Königsworther Platz в Хановер, Германия
- Мобилен бар Nairobi за Zanotta (1989)
- Скрин Mombasa за Zanotta (1989)
- Колекция (1980-те)
- Стол Knoll Mandarin (1980-те)
- Сервизна масичка Lipari за Zanotta (1992)
- Колекция Ruins за Design Gallery Милано (1992)
- Колекция Twenty-seven Woods for a Chinese Artificial Flower за Design Gallery Милано (1995)
- Висящо огледало и вълнен килим A Shiro за Memphis (1998) (серия PostDesign: Lo specchio di Saffo)
- Огледало Enterprise за Memphis (1998) (серия PostDesign: Lo specchio di Saffo)
- Огледало La grande triade за Memphis (1998) (серия PostDesign: Lo specchio di Saffo)
- Огледало от лакиран метал Più o meno Iside за Memphis (1998) (серия PostDesign: Lo specchio di Saffo)
- Miss don't you like caviar, 1987 благодарност на Националния музей за модерно изкуство – Център „Помпиду“, Париж.Огледало от лакиран метал Specchio grande за Memphis (1998) (серия PostDesign: Lo specchio di Saffo)
- Огледало от преспек Ambuja за Memphis (1998) (серия PostDesign: Lo specchio di Saffo)
- Корито за душ кабина Megaplan за Kaldewei (1998)
- Вана Centro Duo Ovale за Kaldewei (1998)
- Машина за кафе Serie 105 за La San Marco (1999)
- Дълга лампа Gala (2000) за Memphis (серия PostDesign: Mobili Lunghi)
- Малка квадратна лампа Jagati за Memphis (2000) (серия PostDesign: Mobili Lunghi)
- Библиотечка Kantha от две части за Memphis (2000) (серия PostDesign: Mobili Lunghi)
- Мебел CD Kapota за Memphis (2000) (серия PostDesign: Mobili Lunghi)
- Квадратно огледало Mahapatti за Memphis (2000) (серия PostDesign: Mobili Lunghi)
- Малка кристална витрина Padma за Memphis (2000) (серия PostDesign: Mobili Lunghi)
- Малка дълга лампа Pattica за Memphis (2000) (серия PostDesign: Mobili Lunghi)
- Лампа от железна тел Upana за Memphis (2000) (серия PostDesign: Mobili Lunghi)
- Scatole segrete, лимитирана серия за Numa (2003)
- Чешма от тоналит на Адамело (уникат).Чешма от тоналит от Адамело, уникат (2003)
- Tavole от калай и издувно стъкло, лимитирана серия за Numa (2004)
- Проект La cucina sapiente e la tavola contenta за Serafino Zani (2004)
- Прибори Cinque Stelle за Serafino Zani (2004)
- Лампа Abat-Jour за B&B Italia (2005)
- Серия алуминиеви тенджери Grand Hotel Cuisine за Serafino Zani (2005)
- Колекция Offerta за Serafino Zani (2006)
- Вана Mega Duo Ovale за Kaldewei (2006)
- Линия незалепващи тенджери Bon Appetit за Serafino Zani (2007)

За Vetrerie Venini:
- Светлинна скулптура Colonna di luce
- Светлинна скулптура Pavillon
- Таванна лампа Firenze
- Ръчно издухано и ръчно изработено стъкло Medusa (ограничено издание)
- Ръчно издувно и ръчно изработено стъкло Goburam rosso (ограничен тираж)
- Композиция с основа от мрамор-порторо и ръчно издувно стъкло със специални декорации от млечно стъкло Marito e moglie (ограничен тираж)
- Ръчно издувно и ръчно изработено стъкло Yemen
- Композиция от бокал и основа от ръчно издувно опалово стъкло Puzzle.

### Архитектура
- Магазин на Fiorucci (198))
- Жилищна сграда на бул. Рома в Марина ди Маса, Тоскана (1985)
- Шоурум на Esprit в Дюселдорф (1985)
- Шоурум на Esprit в Цюрих (1985)
- Шоурум на Esprit в Хамбург (1985)
- Шоурум на Алеси в Милано (1987)
- Wolf House, Ridgway в Колорадо (1987)
- Картина Ерг Петроли (1988)
- Бар Zibibbo във Фукуока (1989)
- Къща Olabuenga в Мауи (1989)
- Къща Cei в Емполи (1991)
- Къща Bischofberger в Цюрих (1991)
- Къща Yuko в Токио (1992)
- Галерия на Музея за съвременно обзавеждане в Равена (1992)
- Къща Ghella в Рим (1993)
- Къща Green в Лондон (1993)
- Офиси за циментовия завод в Мероне (1993)
- Еднофамилна къща Cei-Bitossi в Емполи (1993)
- Къща Melewar в Токио (1993)
- Моторна яхта Amazon Express (1994)
- Интериор на летище Милано Малпенса (1994)
- Сглобяеми стоманени сгради (1994)
- Къща Nanon в Ланакен (1995)
- Къща Van Impre в Синт-Ливенс-Хоутем (1996)
- Голф клуб и курорт в Жаоцин (1996)
- Градоустройствен план за Inchon, Корея (1997)
- Чакални на Alitalia (1997)
- Еспресо кафе машина модел 105 La San Marco (1998)
- Etnoteam, днешен NTT Data в Милано (1999)
- Еднофамилна къща Mourmans в Белгия (1999)
- Селище с еднофамилни къщи в Сингапур (2000)
- Островче за престой в Ропонги Токио (2004)
- Център за отдих в Нанкин (2004)
- Обител на мира в Университета в Салерно (2005)

### Писания
- Erotik design, 5 т., Viterbo, Stampa alternativa, 1996, ISBN 88-7226-323-9
- Architetture indiane e dintorini, Napoli-Milano, Parisio-Galleria Antonia Jannone Photographic Archive, 1998
- Lo specchio di Saffo, Milano, Postdesign, 1998
- Epiphanies Brevi, Como, Lythos, 1998
- Trattato di architettura, Como, Lythos, 1999
- Mobili Lunghi, Milano, Postdesign, 2000
- Scritti 1946 – 2001 (a cura di Barbara Radice), 2002
- Foto dal finestrino, Milano, Adelphi, 2009, ISBN 978-88-459-2429-3
- Scritto di notte, Milano, Adelphi, 2010, ISBN 978-88-459-2504-7
- Sono vagabondi, Milano, Adelphi, 2016
- Per qualcuno può essere lo spazio, Milano, Adelphi, 2017, ISBN 978-88-459-3198-7
- Molto difficile da dire, Milano, Adelphi, 2019, ISBN 978-88-459-3341-7.

## Награди и признания
- Награда „Златен пергел“ (Compasso d'oro) (1959) за електронния калкулатор Elea на Оливети
- Награда „Златен пергел“ (1970) за електронния процесор G 170 на Honeywell, с Д.Л. Хигинс и Дж. Л. Монк
- Награда „Златен пергел“ (1970) за електрически суматор MC 19 на Оливети, с Ханс Фон Клир
- Почетна диплома (ad honorem) от Кралския колеж по изкуствата в Лондон (1976)
- Награда „Златен пергел“ (1989) за комплект прибори за хранене Nuovo Milano на Alessi
- Носител на Ордена на изкуствата и литературата на Френската република (1992)
- Почетна степен от Школата по дизайн в Роуд Айлънд в САЩ (1993)
- Награда „Златен пергел“ (1995) за цялостен принос
- Почетен доктор на Кралския колеж по изкуствата в Лондон (1996)
- IF Arwad Design Köpfe Award на Industrie Forum Design в Хановер (1996)
- Награда за дизайн на Бруклинския музей в Ню Йорк (1996)
- Награда Oribe на японския град Гифу (1997)
- Награда на Школата по изкуства в Глазгоу (1999)
- Red Dot Design Award (2007) за комплект прибори за хранене Cinque Stelle и незалепващ тиган Bon Appetit за Serafino Zani
- Награда на Лондонския институт за изкуства (2001)
- Награда за индустриален дизайн на Миланската политехника (2001)
- Телефонът Enorme за Brondi (1986), е част от постоянната колекция на MOMA в Ню Йорк.

### Почести
- Велик офицер на Ордена за заслуги към Италианската република (2001)
- Златен медал за заслуги в областта на изкуствата и културата, Рим (17 май 2005).

## За него
- ((it)) Paola Navone, Bruno Orlandoni, Architettura Radicale, Mondadori, 1974
- ((it)) A. Martorana, Ettore Sottsass: progetti di un designer italiano, Firenze 1983
- ((it)) Barbara Radice, Memphis, Electa, Milano 1984
- ((it)) G. Sambonet, Ettore Sottsass: mobili e arredamenti, Mondadori, Milano 1985
- ((en)) Hans Höger, Ettore Sottsass jr. – Designer, Artist, Architect, Wasmuth, Tübingen/Berlino 1993
- ((it)) Barbara Radice, Ettore Sottsass, Electa, Milano, 1993
- ((it)) F. Ferrari, Ettore Sottsass: tutta la ceramica, Allemandi, Torino, 1996
- ((it)) M. Carboni (a cura di), Ettore Sottsass e Associati, Rizzoli, Milano, 1999
- ((it)) S. Riva in Il Rosso e il Nero, Figure e ideologie in Italia 1945 – 1980 nelle raccolte dello CSAC, a cura di A.C.Quintavalle, G.Bianchino, catalogo della mostra, Parma, Milano 1999
- ((it)) M. Carboni (a cura di), Ettore Sottsass. Esercizi di Viaggio, Aragno, Torino, 2001
- ((it)) Salvatore Lacagnina, Roberto Giustini e Barbara Radice, Ettore Sottsass e Enzo Cucchi, Charta, 2001
- ((it)) M. Carboni e B. Radice (a cura di), Ettore Sottsass. Scritti, Neri Pozza Editore, Milano 2002
- ((it)) M. Carboni e B. Radice (a cura di), Metafore, Skirà Editore, Milano 2002
- ((it)) in collaborazione con Ettore Sottsass Jr. e Enzo Cucchi, Esercizi, Alberico Cetti Serbelloni Editore, Milano 2002
- ((it)) M. Carboni (a cura di), Sottsass: fotografie, Electa, Napoli 2004
- ((it)) M. Carboni (a cura di), Sottsass 700 disegni, Skirà Editore, Milano, 2005
- ((it)) M. Carboni (a cura di), Sottsass '60/'70, Editions HYX, Orléans, 2006
- ((en)) Milco Carboni, Ettore Sottsass jr. ‘60-’70, Collection Frac Centre, 2006, p. 181
- ((en)) ((it)) Ettore Sottsass. Vorrei sapere perché-I wonder why. Catalogo della mostra (Trieste, 6 dicembre 2007 – 2 marzo 2008), Mondadori Electa, 2007, ISBN 8837057342
- ((it)) Arturo Carlo Quintavalle, G. Bianchino (a cura di), Nove100. Arte, fotografia, architettura, moda, design, catalogo della mostra, Parma, 16 gennaio-25 aprile 2010, Milano 2010
- ((en)) Achille Bonito Oliva, Barbara Radice, Ettore Sottsass. Photographs, Photology, 2010, ISBN 8888359125
- ((en)) ((it)) Giorgio Maffei, Bruno Tonnini, I libri di Ettore Sottsass, Corraini, 2011, ISBN 8875702764
- ((fr)) Ivan Mietton, Ettore Sottsass: Reperti del futuro, Communic Art, 2012, ISBN 2916277358
- ((it)) Paola Proverbio, Vando Pagliardini (a cura di), Ettore Sottsass, Milano: Hachette, 2013, pp. 11 – 36
- ((en)) Dejan Sudjic, Ettore Sottsass and the poetry of things, Phaidon, 2015, ISBN 9780714869537
- ((it)) P. Pettenella, Fabio Campolong (a cura di), Le profonde radici. Disegni di Ettore Sottsass sr. 1911 – 1929, Scrupta, 2013, ISBN 8896162653
- ((en)) ((it)) Sottsass Olivetti Synthesis. Sistema 45, Edizioni di Comunità, 2016, ISBN 889822060X
- ((en)) ((it)) Ettore Sottsass. There is a Planet. Exhibition Catalogue. Triennale Design Museum. Catalogo della mostra (Milano, 15 settembre 2017 – 11 marzo 2018), Mondadori Electa 2017, ISBN 8891815934
- ((en)) Milco Carboni, Barbara Radice (a cura di), Ettore Sottsass. Metaphors, Skira, 2017, ISBN 888491325X
- ((en)) ((it)) (Barbara Radice (a cura di), Ettore Sottsass. There is a Planet. Texts and photographs, Mondadori Electa, 2017, ISBN 8891815950
- ((it)) Ettore Sottsass. Catalogo ragionato dell'archivio 1922 – 1978, CSAC – Università di Parma, Silvana 2017, ISBN 8836638430
- ((it)) Luca Massimo Barbero, Ettore Sottsass. Il vetro, Skira, 2017, ISBN 8857235343
- ((en)) Philippe Thomé, Sottsass, Phaidon, 2017, ISBN 0714875201
- ((en)) Claire Bingham, More is more: Memphis, maximalism and new wave design, TeNeues, 2019, ISBN 3961712034
- ((en)) Alex Gartenfeld, Ettore Sottsass and the Social Factory, Prestel Pub, 2020, ISBN 3791358820